# アドネットワーク
アドネットワーク（ad network）とは、Webやアプリメディアなどの広告配信可能な媒体を多数束ねて広告を配信するネットワークである。

## 概要
アドネットワーク事業者は広告主から広告を一手に受注し、参画しているメディアへ広告を配信する。
広告主は、アドネットワークに参画している様々なメディアから親和性の高いメディアへ配信することにより、効率良く顧客の獲得もしくは潜在層へのプロモーションが可能となり、媒体の側は多様な広告主から親和性の高い広告を掲載することにより広告単価を上げることや、多種の広告を掲載することで効率良く収益を上げる事が可能になる。
近年ではCookieによりユーザーの傾向を分析するターゲティング広告や広告主のサイトに訪れたユーザーを特定し、ネットワーク上にユーザーが訪れた際に広告を表示するリターゲティング、顕在層へリーチするアトリビューションなどアドテクノロジーも活発化している。
アドネットワークで配信される広告は、テキスト広告・バナー広告・レクタングル広告・ポップアップ広告・スプラッシュ全面広告・アイコン広告・インタースティシャル広告など、様々なものが存在している。
広告費用については下記の手法が一般的。
インプレッション課金型広告（IMP）
広告の表示回数で収益が発生する。表示回数1000回ごとの収益を表すCPMが一般的。

クリック課金型広告（CPC）
広告がクリックされた回数によって収益が発生する。クリック単価(CPC)×クリック件数によって収益を計算。

成果型報酬（CPA）
広告のある一定の成果地点まで到達した場合に収益が発生する。コンバージョン単価(CPA)×コンバージョン件数(CV)によって収益を計算。

インストール課金型（CPI）
アプリインストールで収益が発生するCPAの派生。インストール単価(CPI)×インストール件数によって収益を計算。

## アドネットワークの例

### PC向け
- アイモバイル
- ADJUST
- AdLantis
- ADResult
- Advertising.com Japan
- AkaNe
- CustomClick Plus!
- Google AdSense
- Kauli
- Pitta!
- Spider!
- Trend Match
- TRUST CLICK
- VCM
- Yahoo!リスティング広告
- アジャイルメディア・ネットワーク
- サイバーウィング
- ビジネスプレミアネットワーク
- マイクロアド
- マイクロソフト アドバタイジング
- 楽天ぴたっとアド
- 忍者アド

### モバイル向け
- アイモバイル
- AkaNe
- ExAD
- AppLovin
- AdMob
- iAd
- InMobi
- Aid
- nend
- AdLantis
- AMoAd
- Zucks
- Hike
- Mobvista